# Bokermannohyla martinsi
Espèce
Synonymes
- Hyla martinsi Bokermann, 1964

Statut de conservation UICN

 LC  : Préoccupation mineure
Bokermannohyla martinsi est une espèce d'amphibiens de la famille des Hylidae.

## Répartition
Cette espèce est endémique du Brésil. Elle se rencontre au-dessus de 800 m d'altitude dans la Serra do Caraça au centre de l'État du Minas Gerais,.

## Étymologie
Cette espèce est nommée en l'honneur d'Ubirajara Ribeiro Martíns de Souza.

## Publication originale
- Bokermann, 1964 : Dos nuevas especies de Hyla de Minas Gerais y notas sobre Hyla alvarengai Bok. (Amphibia, Salientia, Hylidae). Neotropica, vol. 10, no 32, p. 67-76.